# Mistrzostwa Polski w Skokach Narciarskich 1921
2. Mistrzostwa Polski w Skokach Narciarskich – zawody o mistrzostwo Polski w skokach narciarskich, które odbyły się 28 marca 1921 roku na skoczni w dolinie Jaworzynce w Zakopanem.
W konkursie o mistrzostwo Polski zwyciężył Aleksander Rozmus, srebrny medal zdobył Leszek Pawłowski, a brązowy – Franciszek Bujak.

## Wyniki konkursu
| Miejsce | Zawodnik          | Klub           |
| ------- | ----------------- | -------------- |
| 1.      | Aleksander Rozmus | SNPTT Zakopane |
| 2.      | Leszek Pawłowski  | Czarni Lwów    |
| 3.      | Franciszek Bujak  | SNPTT Zakopane |